# خوسيه لويس فالي ماغانيا
خوسيه لويس فالي ماغانيا هو سياسي مكسيكي، ولد في 26 سبتمبر 1959 في Arandas, Jalisco ‏ في المكسيك. انتخب عضو مجلس النواب المكسيك ‏.